# واغون (نيومكسيكو)
واغون (بالإنجليزية: Wagon Mound)‏ هي منطقة سكنية تقع في الولايات المتحدة في مقاطعة مورا، نيومكسيكو. يقدر عدد سكانها بـ 369 نسمة ومساحتها 2.6 كم2 وترتفع عن سطح البحر 1,890 متر.

## التركيبة السكانية
حدّد مكتب تعداد الولايات المتحدة بيانات التركيبة السكانية لواغون في تعداد الولايات المتحدة. في ما يلي، التركيبة السكانية حسب تعدادي 2000 و2010.

### تعداد عام 2000
بلغ عدد سكان واغون 369 نسمة بحسب تعداد عام 2000، وبلغ عدد الأسر 172 أسرة وعدد العائلات 99 عائلة مقيمة في القرية. في حين سجلت الكثافة السكانية 140.8 نسمة لكل كيلومتر مربع (364.7/ميل2). وبلغ عدد الوحدات السكنية 230 وحدة بمتوسط كثافة قدره 87.8 لكل كيلومتر مربع (227.4/ميل2).
وتوزع التركيب العرقي للقرية بنسبة 45.53% من البيض و51.22% من الأعراق الأخرى و3.25% من عرقين مختلطين أو أكثر و87.80% من الهسبانيون أو اللاتينيون من أي عرق.
بلغ عدد الأسر 172 أسرة كانت نسبة 31.4% منها لديها أطفال تحت سن الثامنة عشر تعيش معهم، وبلغت نسبة الأزواج القاطنين مع بعضهم البعض 36% من أصل المجموع الكلي للأسر، ونسبة 18% من الأسر كان لديها معيلات من الإناث دون وجود شريك،  بينما كانت نسبة 3.5% من الأسر لديها معيلون من الذكور دون وجود شريكة وكانت نسبة 42.4% من غير العائلات. تألفت نسبة 36% من أصل جميع الأسر من عدة أفراد يعيشون في نفس المنزل ونسبة 18% كانت تتألف من شخص يعيش بمفرده يبلغ من العمر 65 عاماً أو أكثر. وبلغ متوسط حجم الأسرة المعيشية 2.15، أما متوسط حجم العائلات فبلغ 2.81.
بلغ العمر الوسطي للسكان 42.9 عاماً. وكانت نسبة 23.3% من القاطنين تحت سن الثامنة عشر، وكانت نسبة 6.5% بين الثامنة عشر والرابعة والعشرين عاماً، ونسبة 22.5% كانت واقعةً في الفئة العمرية ما بين الخامسة والعشرين والرابعة والأربعين عاماً، ونسبة 24.4% كانت ما بين الخامسة والأربعين والرابعة والستين، ونسبة 23.3% كانت ضمن فئة الخامسة والستين عاماً فما فوق. يوجد لكل 100 أنثى 98.4 ذكر، ويوجد لكل 100 أنثى في الثامنة عشر من عمرها فما فوق 92.5 ذكر.
بلغ متوسط دخل الأسرة في القرية 17,273 دولارًا، أما متوسط دخل العائلة فبلغ 21,667 دولارًا. وكان متوسط دخل الذكور 20,357 دولارًا مقابل 16,964 دولارًا للإناث. وسجل دخل الفرد الخاص بالقرية 10,459 دولارًا. وكانت نسبة 23.8% من العائلات ونسبة 22.8% من السكان تحت خط الفقر، وكان من هؤلاء نسبة 23.2% تحت سن الثامنة عشر ونسبة 28.4% في الخامسة والستين من العمر وما فوق.

### تعداد عام 2010
بلغ عدد سكان واغون 314 نسمة بحسب تعداد عام 2010، وبلغ عدد الأسر 160 أسرة وعدد العائلات 84 عائلة مقيمة في القرية. في حين سجلت الكثافة السكانية 119.8 نسمة لكل كيلومتر مربع (310.3/ميل2). وبلغ عدد الوحدات السكنية 222 وحدة بمتوسط كثافة قدره 84.7 لكل كيلومتر مربع (219.4/ميل2).
وتوزع التركيب العرقي للقرية بنسبة 77.71% من البيض و0.64% من الأمريكيين الأفارقة و2.23% من الأمريكيين الأصليين و16.56% من الأعراق الأخرى و2.87% من عرقين مختلطين أو أكثر و84.39% من الهسبانيون أو اللاتينيون من أي عرق.
بلغ عدد الأسر 160 أسرة كانت نسبة 20.6% منها لديها أطفال تحت سن الثامنة عشر تعيش معهم، وبلغت نسبة الأزواج القاطنين مع بعضهم البعض 32.5% من أصل المجموع الكلي للأسر، ونسبة 15% من الأسر كان لديها معيلات من الإناث دون وجود شريك،  بينما كانت نسبة 5% من الأسر لديها معيلون من الذكور دون وجود شريكة وكانت نسبة 47.5% من غير العائلات. تألفت نسبة 43.1% من أصل جميع الأسر من عدة أفراد يعيشون في نفس المنزل ونسبة 19.4% كانت تتألف من شخص يعيش بمفرده يبلغ من العمر 65 عاماً أو أكثر. وبلغ متوسط حجم الأسرة المعيشية 1.96، أما متوسط حجم العائلات فبلغ 2.65.
بلغ العمر الوسطي للسكان 51.6 عاماً. وكانت نسبة 16.9% من القاطنين تحت سن الثامنة عشر، وكانت نسبة 3.8% بين الثامنة عشر والرابعة والعشرين عاماً، ونسبة 16.6% كانت واقعةً في الفئة العمرية ما بين الخامسة والعشرين والرابعة والأربعين عاماً، ونسبة 38.9% كانت ما بين الخامسة والأربعين والرابعة والستين، ونسبة 23.9% كانت ضمن فئة الخامسة والستين عاماً فما فوق. وتوزع التركيب الجنسي للسكان بنسبة 53.2% ذكور و46.8% إناث.

## معرض صور

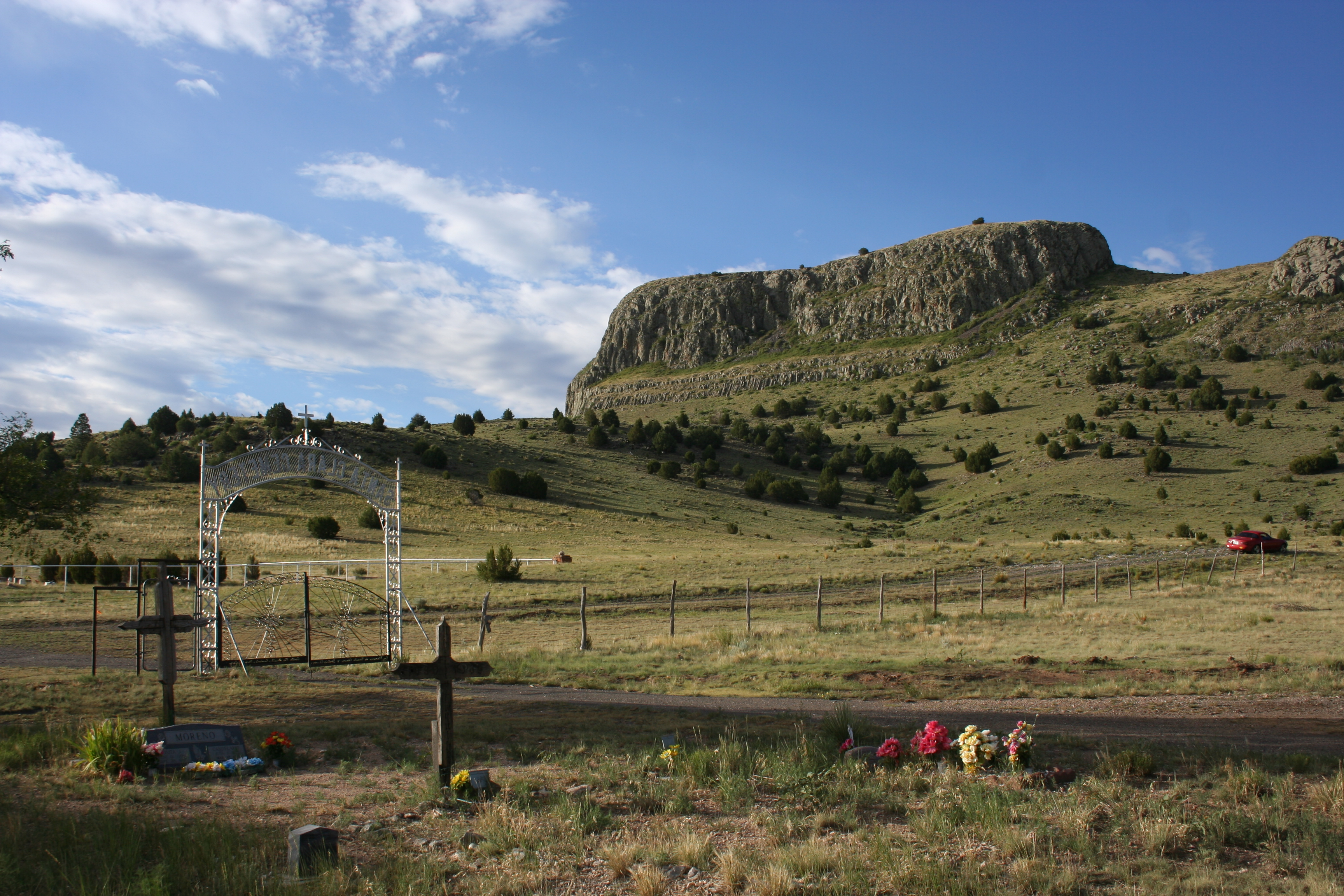
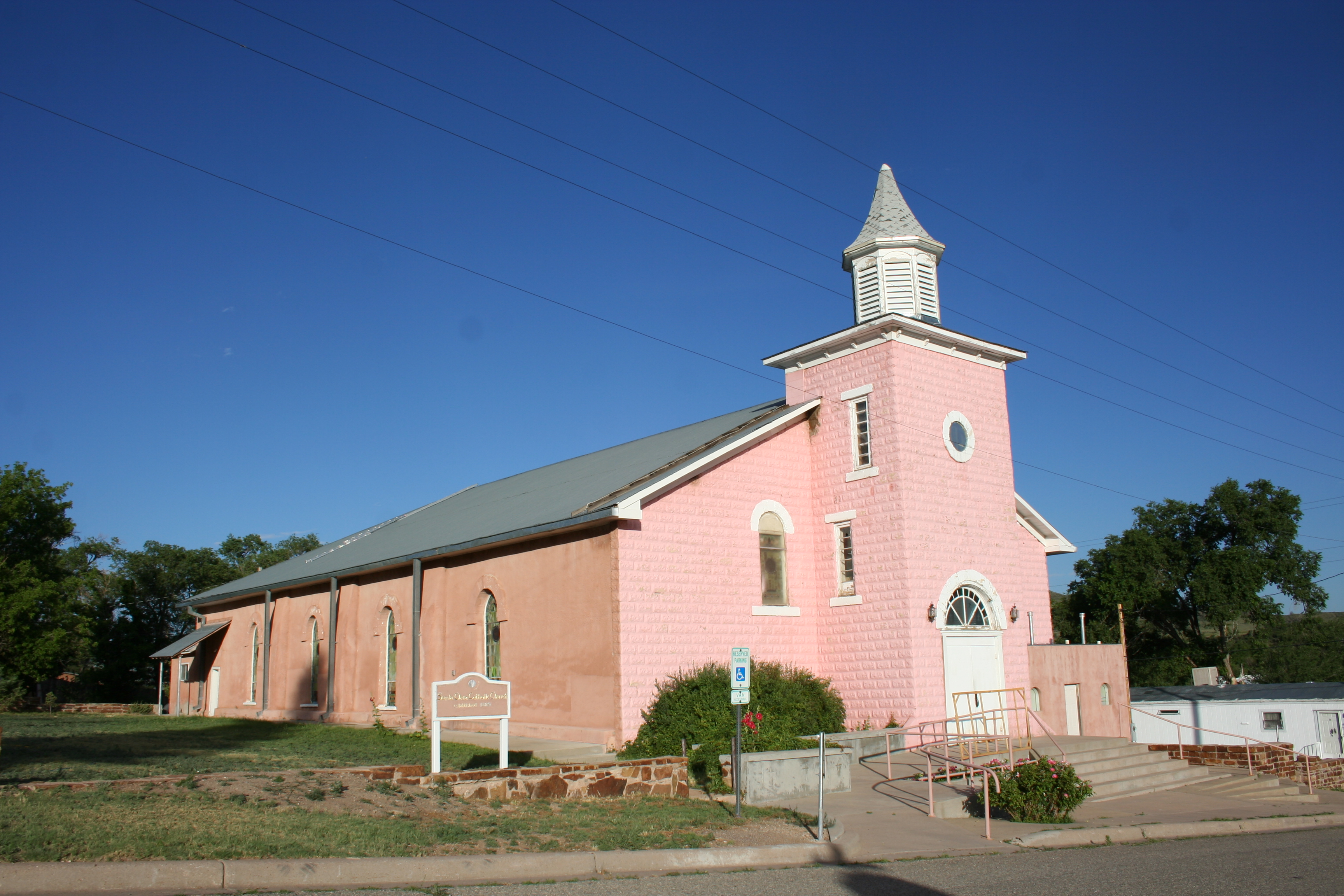
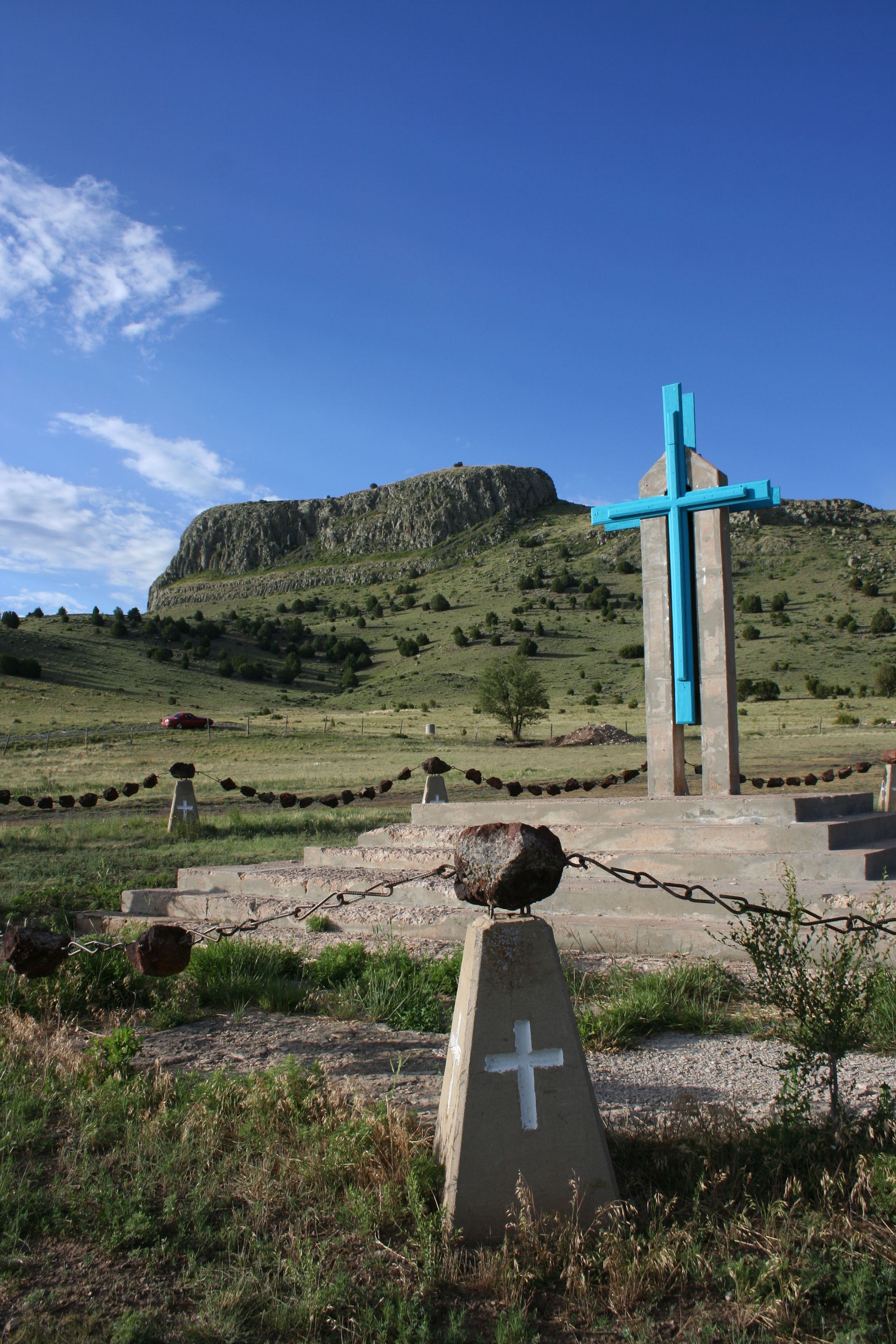
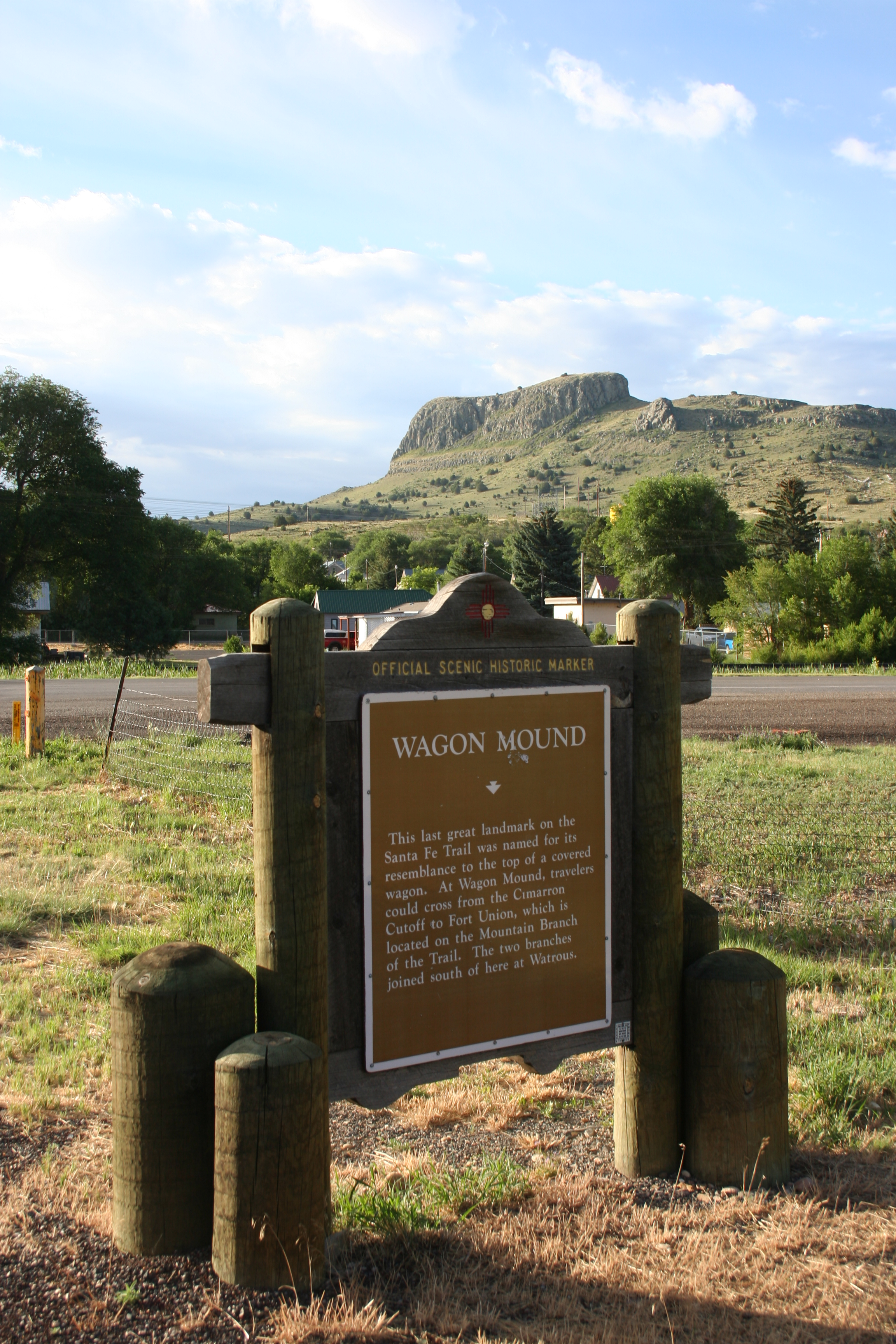